# Umorzenie absorpcyjne
Umorzenie absorpcyjne polega na możliwości umorzenia lub zawieszenia postępowania wobec oskarżonego o względnie nieszkodliwy czyn, gdy został on skazany prawomocnie za popełnienie innego, poważniejszego przestępstwa lub postępowanie w sprawie o to poważniejsze przestępstwo wciąż się toczy. 

## Zastosowanie
Instytucja jest określona w art. 11 Kodeksu postępowania karnego. Umorzenie absorpcyjne może mieć miejsce w sprawie o występek zagrożony karą pozbawienia wolności do lat 5, jeśli orzeczenie wobec oskarżonego kary byłoby oczywiście niecelowe ze względu na rodzaj i wysokość kary prawomocnie orzeczonej za inne przestępstwo, a interes pokrzywdzonego temu się nie sprzeciwia. W przypadku, gdy kara za inne, poważniejsze przestępstwo nie została jeszcze prawomocnie orzeczona postępowanie można zawiesić a zawieszone umorzyć albo podjąć przed upływem 3 miesięcy od uprawomocnienia się orzeczenia w sprawie o inne, poważniejsze przestępstwo. 
Przykładowo niecelowe może być prowadzenie postępowania o występek o charakterze chuligańskim, kiedy oskarżony został już prawomocnie skazany na karę dożywotniego pozbawienia wolności.